# Жінка на подвір'ї
«Жінка на подвір'ї» («Dans la cour») — французький кінофільм 2014 року, знятий режисером П'єром Сальвадорі на кіностудії .

## Сюжет
Фільм розповідає історію Антуана, сорокарічного музиканта, який раптово вирішив завершити свою кар'єру. Безцільно поблукав містом кілька днів, він влаштовується на роботу консьєржем. Матильда, яка нещодавно вийшла на пенсію, виявила у стіні своєї вітальні тріщину. Поступово її занепокоєння з цього приводу переростає в паніку — вона боїться, що хата завалиться. Антуан бачить, що Матильда дедалі глибше занурюється в безодню божевілля, й намагається подружитися з нею.

## У ролях
- Катрін Денев: Матильда
- Гюстав Керверн: Антуан
- Феодор Аткін: Серж, чоловік Матильди
- Піо Мармай: Стефан
- Олег Купчик: Лев
- Мішель Моретті: Колетт, продавець езотеричних книг
- Ніколя Бушо: М. Майяр
- Гаранс Клавель: колишня дівчина Антуана
- Кароль Франк: жінка з агентства з працевлаштування
- Олів'є Шарассон: спеціаліст
- Фанні П'єр: молода мати

## Знімальна група
- Режисер — П'єр Сальвадорі
- Сценаристи — П'єр Сальвадорі, Давид Леотар
- Оператор — Жіль Анрі
- Композитор — Грегуар Етцель
- Художник — Мішель Бартелемі
- Продюсер — Філіпп Мартен